# MAN AUTO-Uzbekistan

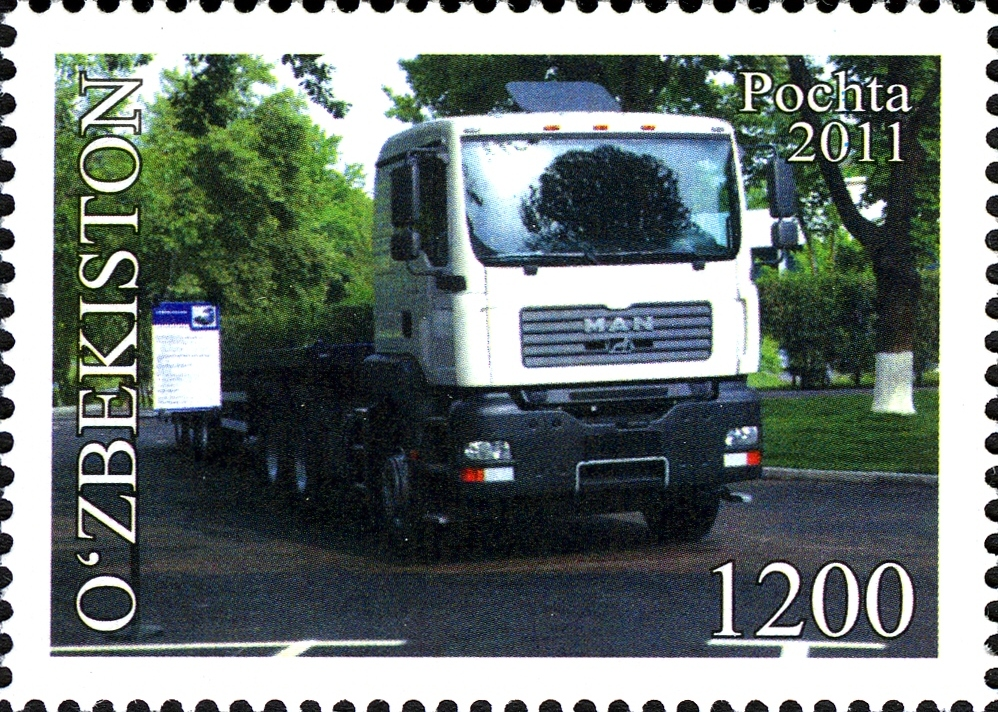
MAN AUTO-Uzbekistan Briefmarke

OOO MAN AUTO-Uzbekistan ist ein deutsch-usbekisches Joint Venture der Unternehmen MAN Nutzfahrzeuge AG und UzAvtosanoat, das am 4. September 2009 in der Residenz Oqsaroy in Taschkent vertraglich vereinbart wurde.

## Entstehung und Entwicklung des Unternehmens
Vermittler der beiden Seiten des Joint-Ventures waren zum einen der Staatspräsident Islom Abdugʻaniyevich Karimov, Vorsitzender Ulugbek Rozukulov, sowie der Vorstandsvorsitzende der MAN AG, Håkan Samuelsson. Die Gründung des Joint-Ventures geht auf den Juli 2009 zurück. Danach hatte die MAN SE die Mitarbeiter des Werkes geschult, um eine richtige Montage der Fahrzeuge zu ermöglichen sowie den theoretischen Wissensstand der Belegschaft zu erhöhen.
Noch am Tag der Vertragsunterzeichnung begann die Montage in dem von SamAuto überlassenen Werk in Samarkand. Angeboten werden der MAN TGA, welcher als CKD-Bausatz aus Deutschland angeliefert wird, sowie der baugleiche MAN CLA-Serie, der vom indischen Produktionswerk der MAN Force Trucks aus als CKD-Bausatz angeliefert wird. Laut Planung sollen je Produktionsjahr 500 bis 1000 Einheiten montiert werden, die dann über ein separates Händlernetzwerk vertrieben werden. Die Produktionskapazität soll später auf mehr als 2000 Einheiten steigen und das Werk auslasten. Der CLA soll in einer modifizierten Form demnächst auch als MAN CLE-Serie in Samarkand vom Band rollen. Zielmärkte sind der Heimatmarkt Usbekistan, sowie alle anderen Märkte der GUS. Einige Einheiten hingegen werden zur marktstrategischen Unterstützung auch als Gebrauchtfahrzeug und Komplettfahrzeug von der Neuhaus GmbH (Selm) aus Deutschland nach Usbekistan exportiert. Neben dem TGA/TGM und CLA sind in Usbekistan so auch die Modelle F2000/M2000 und F8 zu finden.
UzAvtosanoat ist der einzige Automobilhersteller Zentralasiens und hat nun nach dem Zusammenbruch des Vorgängerunternehmens mit MAN einen vielversprechenden Partner, von dem man sich verspricht eine Monopolstellung auf dem Nutzfahrzeugsektor in den umliegenden Ländern zu erreichen. Da Håkan Samuelsson in der Ende 2009 bekannt gewordenen MAN-Schmiergeldaffäre beteiligt war, gibt es auch Vermutungen, dass die UzAvtosanoat darin ebenfalls verstrickt, oder davon betroffen sein könnte.
In der ersten Projektphase soll die Herstellung der Lastkraftwagen auf die lokalen Bedürfnisse und Normen der verschiedenen Wirtschaftssektoren und Märkte wie zum Beispiel die Gas- und Ölindustrie und Bergbau angepasst werden. Trotz der Finanzkrise verspricht man sich gezielt in diesen Sektoren ein dynamisches Wachstum zu erreichen. Auch der Ausbau der Infrastrukturen soll die Nachfrage an Automobilen und anderen Fahrzeugen steigern.
Seit August 2010 wird in dem Joint-Venture auch die TGS-Serie produziert. Wobei für den Inlandsvertrieb das Unternehmen selbst verantwortlich ist, so wird der Export der in Usbekistan zusammengebauten Einheiten vom MAN Eurasia Logistics Center abgewickelt, das ebenfalls in Taschkent ansässig ist.

## Produktionszahlen
- 2009: 100 Einheiten (TGA)
- 2010: 700 Einheiten (CLA, TGA und TGS)
- 2011: 800 Einheiten (CLA, TGA und TGS)
- 2012: 1000 Einheiten (CLA, TGA und TGS)
- 2013: 1000 Einheiten (CLA, TGA und TGS)

## Modellübersicht

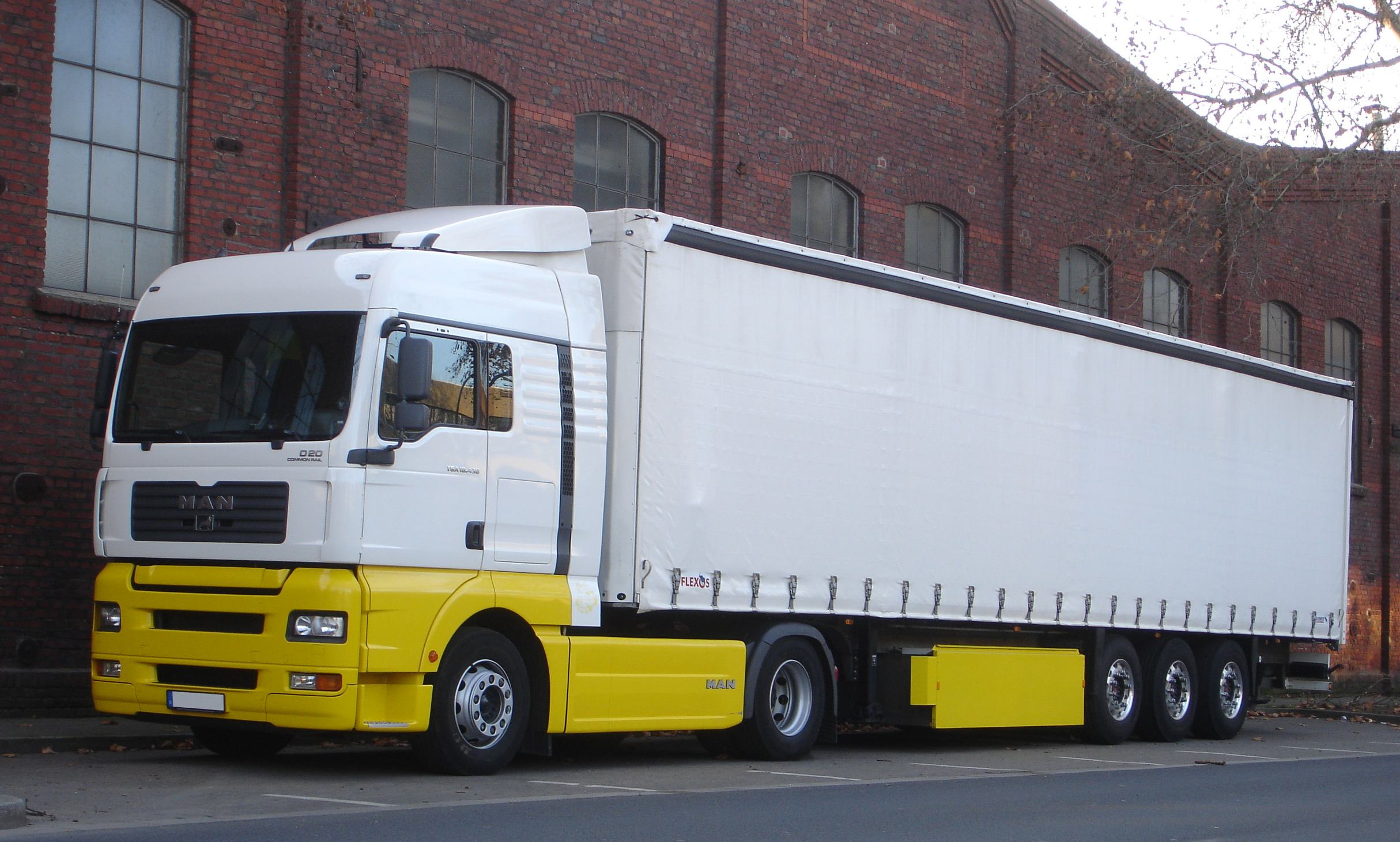
MAN TGA-Serie CKD-Montage seit 07/2009
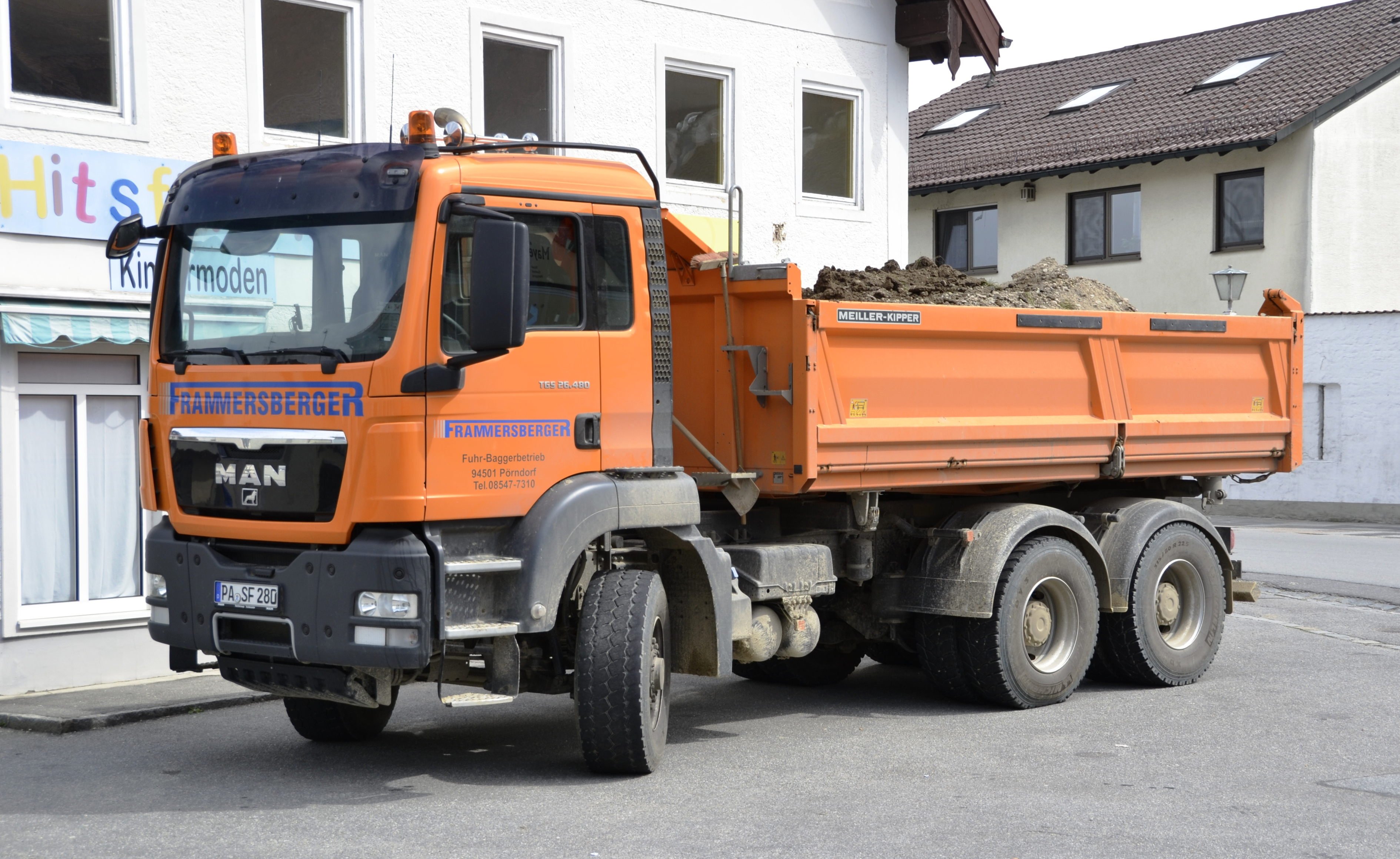
MAN TGS-Serie CKD-Montage seit 08/2010
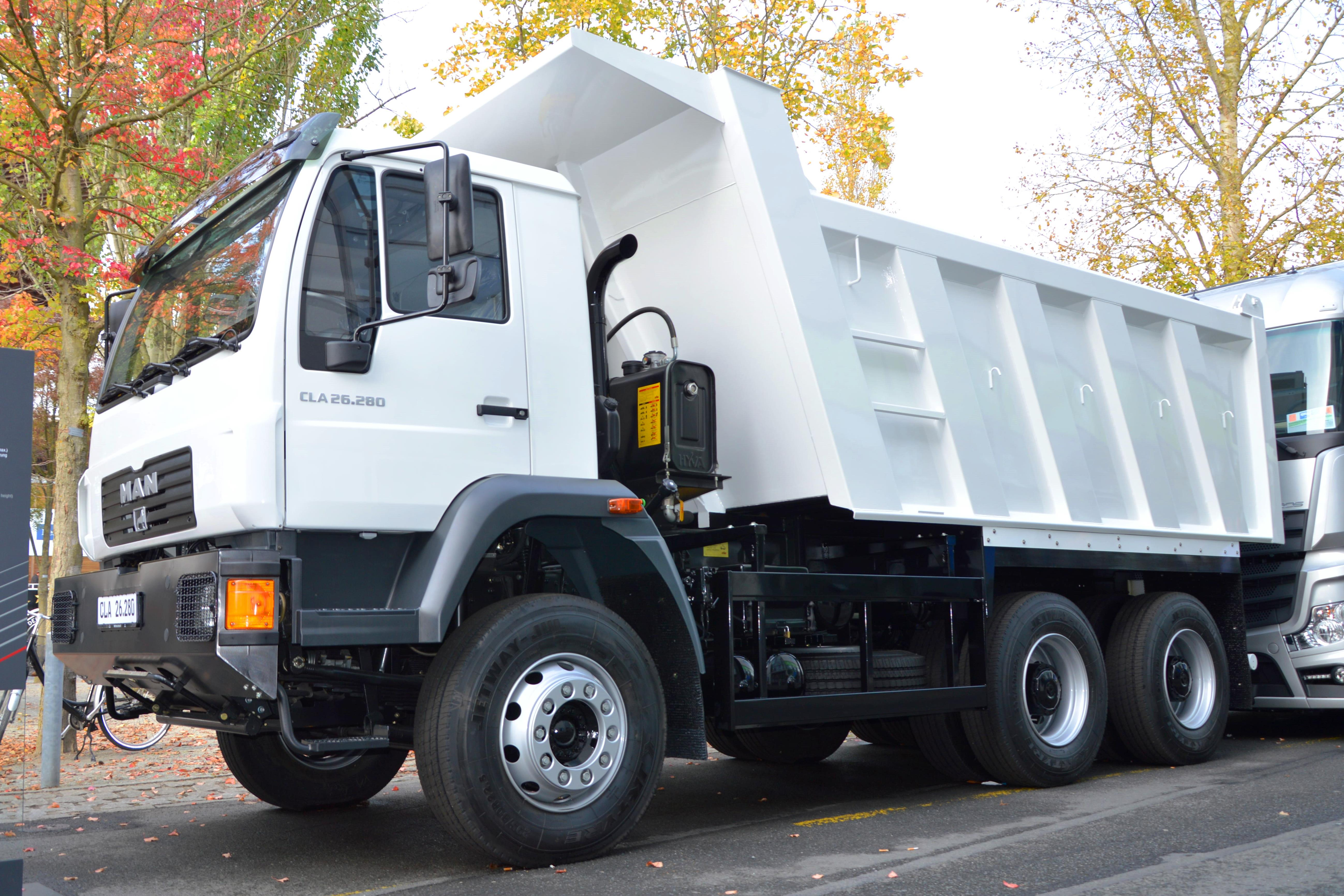
MAN CLA-Serie CKD-Montage seit 09/2010